# Tannenberg (Saxônia)
Tannenberg é um município da Alemanha localizado no distrito de Erzgebirgskreis, região administrativa de Chemnitz, estado da Saxônia.
Pertence ao Verwaltungsgemeinschaft de Geyer.